# Lijst van gemeentelijke monumenten in Bergeijk
De gemeente Bergeijk heeft 57 gemeentelijke monumenten. Hieronder een overzicht. 

## Bergeijk
De plaats Bergeijk kent 27 gemeentelijke monumenten:
| Object | Bouwjaar                         | Architect                         | Locatie                 | Coördinaten                   | Nr.        | Afbeelding                                                                                                |
| --- | -------------------------------- | --------------------------------- | ----------------------- | ----------------------------- | ---------- | --- |
| Kleine langgevelboerderij (thans woning)                                                                  | in eerste aanleg 17e of 18e eeuw |                                   | Achterste Aa 14         | 51° 16' 57" NB, 5° 20' 57" OL | 1724/WN001 | Upload foto                                                                                               |
| Douanepost                                                                                                |                                  |                                   | Barrier 6a              | 51° 16' 18" NB, 5° 23' 57" OL | 1724/WN002 | Upload foto                                                                                               |
| Ontginningsboerderij ‘Theresia-Hoeve’                                                                     | 1930                             |                                   | Burg. Aartslaan 34      | 51° 18' 14" NB, 5° 22' 20" OL | 1724/WN003 | Upload foto                                                                                               |
| Herenhuis voorheen dokterswoning                                                                          | 1893                             |                                   | Burg. Magneestraat 4    | 51° 19' 15" NB, 5° 21' 24" OL | 1724/WN004 | Herenhuis voorheen dokterswoning                                                                          |
| Voormalige sigarenfabriek (‘Tilenzo sigaren’), thans woning                                               | 1924                             |                                   | Burg. Magneestraat 13   | 51° 19' 12" NB, 5° 21' 27" OL | 1724/WN005 | Voormalige sigarenfabriek (‘Tilenzo sigaren’), thans woning                                               |
| Vrij grote ontginningsboerderij met afzonderlijk woonhuis                                                 | 1913                             |                                   | Bredasedijk 59          | 51° 16' 37" NB, 5° 21' 30" OL | 1724/WN006 | Upload foto                                                                                               |
| Grote dorpswoning met iets later aangebouwd atelier                                                       | 1891                             |                                   | Broekstraat 64-66       | 51° 18' 45" NB, 5° 20' 58" OL | 1724/WN007 | Grote dorpswoning met iets later aangebouwd atelier                                                       |
| Eenvoudige dorpswoning                                                                                    | 1933                             |                                   | Dokter Rauppstraat 2    | 51° 19' 14" NB, 5° 21' 33" OL | 1724/WN008 | Eenvoudige dorpswoning                                                                                    |
| Patronaatsgebouw                                                                                          | 1930-1935                        |                                   | Dokter Rauppstraat 11   | 51° 19' 12" NB, 5° 21' 36" OL | 1724/WN009 | Patronaatsgebouw                                                                                          |
| Voormalig molenaarshuis                                                                                   | omstreeks 1900                   |                                   | Ekkerstraat 8           | 51° 19' 6" NB, 5° 20' 56" OL  | 1724/WN010 | Voormalig molenaarshuis                                                                                   |
| Villa 'Van Daalen'                                                                                        | 1957-1958                        | G. Rietveld                       | Fazantlaan 14           | 51° 19' 45" NB, 5° 21' 34" OL | 1724/WN011 | Meer afbeeldingen                                                                                         |
| Langgevelboerderij met dwarsdeel en wolfsdak                                                              | 1850                             |                                   | Hoek 28                 | 51° 18' 58" NB, 5° 21' 46" OL | 1724/WN012 | Langgevelboerderij met dwarsdeel en wolfsdak                                                              |
| Vrijstaand woonhuis gebouwd in traditionalistische stijl                                                  | jaren 30                         |                                   | Hof 2                   | 51° 19' 16" NB, 5° 21' 26" OL | 1724/WN013 | Vrijstaand woonhuis gebouwd in traditionalistische stijl                                                  |
| Dorpswoning met inmiddels niet meer gebruikte (sigaren)winkel                                             | 1925                             |                                   | Hof 41                  | 51° 19' 22" NB, 5° 21' 33" OL | 1724/WN014 | Dorpswoning met inmiddels niet meer gebruikte (sigaren)winkel                                             |
| Voormalig notarishuis. Van 1921 tot 1983 in gebruik geweest als kantoor en woonhuis door weverij de Ploeg | 1804                             |                                   | Hof 63                  | 51° 19' 24" NB, 5° 21' 44" OL | 1724/WN015 | Voormalig notarishuis. Van 1921 tot 1983 in gebruik geweest als kantoor en woonhuis door weverij de Ploeg |
| Hervormde pastorie                                                                                        | 1838                             |                                   | Hof 154                 | 51° 19' 21" NB, 5° 21' 42" OL | 1724/WN016 | Hervormde pastorie                                                                                        |
| Woonboerderij                                                                                             |                                  |                                   | Hoge Berkt 15           | 51° 19' 29" NB, 5° 20' 36" OL | 1724/WN017 | Upload foto                                                                                               |
| Woonboerderij                                                                                             | omstreeks 1850                   |                                   | Hoge Berkt 21a          | 51° 19' 32" NB, 5° 20' 24" OL | 1724/WN018 | Upload foto                                                                                               |
| Woning met voormalige, achtergelegen maalderij                                                            | omstreeks 1920                   |                                   | Kerkstraat 36           | 51° 19' 17" NB, 5° 21' 52" OL | 1724/WN019 | Woning met voormalige, achtergelegen maalderij                                                            |
| Woonhuis                                                                                                  |                                  |                                   | Kleine Broekstraat 2    | 51° 19' 2" NB, 5° 21' 24" OL  | 1724/WN020 | Woonhuis                                                                                                  |
| Dubbel woonhuis, beide oorspronkelijke woning en winkel                                                   | 1920                             | Franken en Baart uit Valkenswaard | Loo 25-27               | 51° 18' 46" NB, 5° 20' 44" OL | 1724/WN021 | Dubbel woonhuis, beide oorspronkelijke woning en winkel                                                   |
| Maalderij van de Coöperatieve Stoomzuivelfabriek Sint Bernardus te Bergeijk                               | 1950                             |                                   | Loo 43                  | 51° 18' 45" NB, 5° 20' 35" OL | 1724/WN022 | Maalderij van de Coöperatieve Stoomzuivelfabriek Sint Bernardus te Bergeijk                               |
| Tweelaags huis ‘De Zwaan’, later ‘De Keijzer’                                                             | 1829, verbouwd in 1878 en 1950   |                                   | Meester Pankenstraat 10 | 51° 19' 22" NB, 5° 21' 50" OL | 1724/WN023 | Tweelaags huis ‘De Zwaan’, later ‘De Keijzer’                                                             |
| Woonhuis                                                                                                  | 1878 / 1894                      |                                   | Meester Pankenstraat 12 | 51° 19' 21" NB, 5° 21' 52" OL | 1724/WN024 | Woonhuis                                                                                                  |
| Boerderij                                                                                                 | 1794                             |                                   | Oude Postelseweg 16     | 51° 19' 1" NB, 5° 19' 28" OL  | 1724/WN025 | Upload foto                                                                                               |
| Woonboerderij "Runderhoeve'                                                                               | 1914                             | Knapen                            | Rund 8                  | 51° 18' 26" NB, 5° 19' 33" OL | 1724/WN026 | Upload foto                                                                                               |
| Kortgevelboerderij ‘Hoeve Sint Bernardus’                                                                 | 1937                             |                                   | Treurenberg 14          | 51° 18' 19" NB, 5° 19' 40" OL | 1724/WN027 | Upload foto                                                                                               |
| Bushokje                                                                                                  |                                  | Gerrit Rietveld                   | Hof bij Eerselsedijk    | 51° 19' 23" NB, 5° 21' 40" OL | 1724/WN027 | Upload foto                                                                                               |

## Riethoven
De plaats Riethoven kent 7 gemeentelijke monumenten:
| Object                                           | Bouwjaar           | Architect | Locatie             | Coördinaten                   | Nr.        | Afbeelding                     |
| ------------------------------------------------ | ------------------ | --------- | ------------------- | ----------------------------- | ---------- | ------------------------------ |
| Middelgrote langgevelboerderij                   | 1840               |           | Boshovensestraat 3  | 51° 20' 50" NB, 5° 23' 8" OL  | 1724/WN028 | Middelgrote langgevelboerderij |
| Grote langgevelboerderij                         |                    |           | Boshovensestraat 11 | 51° 20' 47" NB, 5° 22' 38" OL | 1724/WN029 | Grote langgevelboerderij       |
| Gemeentehuis                                     |                    |           | Dorpsplein 5        | 51° 21' 11" NB, 5° 23' 10" OL | 1724/WN030 | Gemeentehuis                   |
| Pastorie                                         | 1862               |           | Molenstraat 1       | 51° 21' 11" NB, 5° 23' 14" OL | 1724/WN031 | Meer afbeeldingen              |
| Voormalig ‘schoolhuis’                           | 1840               |           | Molenstraat 3       | 51° 21' 12" NB, 5° 23' 16" OL | 1724/WN032 | Meer afbeeldingen              |
| Kleine langgevelboerderij                        | 18e eeuw           |           | Voorderstraat 4     | 51° 20' 57" NB, 5° 23' 23" OL | 1724/WN033 | Upload foto                    |
| Middelgrote, vrij langgerekte langgevelboerderij | ten dele voor 1700 |           | Eikestraat 6        | 51° 21' 10" NB, 5° 21' 50" OL | 1724/WN034 | Upload foto                    |

## Westerhoven
De plaats Westerhoven kent 12 gemeentelijke monumenten:
| Object                               | Bouwjaar          | Architect | Locatie                     | Coördinaten                   | Nr.        | Afbeelding                       |
| ------------------------------------ | ----------------- | --------- | --------------------------- | ----------------------------- | ---------- | -------------------------------- |
| Woonhuis                             | 1923              |           | Dorpstraat 14               | 51° 19' 54" NB, 5° 23' 58" OL | 1724/WN035 | Woonhuis                         |
| Café                                 | 2e helft 19e eeuw |           | Dorpstraat 20               | 51° 19' 54" NB, 5° 23' 56" OL | 1724/WN036 | Café                             |
| Woonhuis                             | 19e eeuw          |           | Dorpstraat 30               | 51° 19' 54" NB, 5° 23' 50" OL | 1724/WN037 | Woonhuis                         |
| Dubbel woonhuis                      | 2e helft 19e eeuw |           | Dorpstraat 42-44            | 51° 19' 54" NB, 5° 23' 44" OL | 1724/WN038 | Dubbel woonhuis                  |
| Kortgevelboerderij                   | 1923              |           | Heijerstraat 14             | 51° 19' 46" NB, 5° 23' 29" OL | 1724/WN039 | Kortgevelboerderij               |
| Grote langgerekte langgevelboerderij | 1840              |           | Hoeverstraat 28             | 51° 20' 7" NB, 5° 24' 24" OL  | 1724/WN040 | Upload foto                      |
| Langgevelboerderij                   | ca. 1800-1840     |           | Hoeverstraat 60             | 51° 19' 58" NB, 5° 24' 11" OL | 1724/WN041 | Langgevelboerderij               |
| Middelgrote langgevelboerderij       | ca. 1860          |           | Kerkstraat 12-14            | 51° 19' 16" NB, 5° 21' 40" OL | 1724/WN042 | Middelgrote langgevelboerderij   |
| Langgevelboerderij, moderne type     | 1935              |           | Loveren 10                  | 51° 20' 22" NB, 5° 24' 44" OL | 1724/WN043 | Langgevelboerderij, moderne type |
| Boerderij                            | ca. 1940          |           | Loveren 21/ Loverensedijk 1 | 51° 20' 12" NB, 5° 24' 39" OL | 1724/WN044 | Boerderij                        |
| Sint Valentinus Kapel                | 1947              | H.W. Valk | Loverensedijk               | 51° 19' 55" NB, 5° 24' 55" OL | 1724/WN045 | Meer afbeeldingen                |
| Woonhuis en school                   |                   |           | Provincialeweg 11-13        | 51° 19' 55" NB, 5° 24' 11" OL | 1724/WN046 | Upload foto                      |

## Luyksgestel
De plaats Luyksgestel kent 11 gemeentelijke monumenten:
| Object                                          | Bouwjaar                              | Architect | Locatie       | Coördinaten                   | Nr.        | Afbeelding                                      |
| ----------------------------------------------- | ------------------------------------- | --------- | ------------- | ----------------------------- | ---------- | ----------------------------------------------- |
| Vrij langgerekte, lage boerderij met bijschuur  |                                       |           | Aadijk 27     | 51° 17' 18" NB, 5° 20' 6" OL  | 1724/WN047 | Upload foto                                     |
| Schop, type dwarsdeelschuur                     | 1775                                  |           | Boscheind 2   | 51° 16' 60" NB, 5° 18' 47" OL | 1724/WN048 | Schop, type dwarsdeelschuur                     |
| Karreschop                                      | 1890, herbouwd in 1967 op deze plaats |           | Boscheind     | 51° 16' 52" NB, 5° 18' 9" OL  | 1724/WN049 | Karreschop                                      |
| Voormalig Teutenhuis met aanbouwen en bijschuur |                                       |           | Dorpstraat 4  | 51° 17' 22" NB, 5° 19' 51" OL | 1724/WN050 | Voormalig Teutenhuis met aanbouwen en bijschuur |
| Woonboerderij                                   |                                       |           | Dorpstraat 7  | 51° 17' 19" NB, 5° 19' 50" OL | 1724/WN051 | Woonboerderij                                   |
| Woonhuis                                        |                                       |           | Dorpstraat 68 | 51° 17' 14" NB, 5° 19' 24" OL | 1724/WN052 | Woonhuis                                        |
| Woonhuis                                        |                                       |           | Dorpstraat 95 | 51° 17' 12" NB, 5° 19' 15" OL | 1724/WN053 | Woonhuis                                        |
| Woning                                          |                                       |           | Kapellerweg 5 | 51° 17' 22" NB, 5° 19' 10" OL | 1724/WN054 | Woning                                          |
| Pastorie                                        |                                       |           | Kerkstraat 96 | 51° 17' 22" NB, 5° 19' 15" OL | 1724/WN055 | Pastorie                                        |
| Kapel                                           |                                       |           | Molenstraat   | 51° 17' 17" NB, 5° 19' 4" OL  | 1724/WN056 | Kapel                                           |
| Boerderij                                       |                                       |           | Neerrijt 25   | 51° 17' 46" NB, 5° 19' 21" OL | 1724/WN057 | Boerderij                                       |

's-Hertogenbosch ·
Alphen-Chaam ·
Altena ·
Asten ·
Baarle-Nassau ·
Bergeijk ·
Bergen op Zoom ·
Bernheze ·
Best ·
Bladel ·
Boekel ·
Boxtel ·
Cranendonck ·
Deurne ·
Dongen ·
Drimmelen ·
Eersel ·
Eindhoven ·
Etten-Leur ·
Lijst van gemeentelijke monumenten in Geertruidenberg ·
Geldrop-Mierlo ·
Gemert-Bakel ·
Gilze en Rijen ·
Goirle ·
Halderberge ·
Heeze-Leende ·
Helmond ·
Heusden ·
Hilvarenbeek ·
Laarbeek ·
Land van Cuijk ·
Maashorst ·
Meierijstad ·
Moerdijk ·
Nuenen, Gerwen en Nederwetten ·
Oirschot ·
Oisterwijk ·
Oosterhout ·
Oss ·
Reusel-De Mierden ·
Roosendaal ·
Someren ·
Son en Breugel ·
Lijst van gemeentelijke monumenten in Steenbergen ·
Tilburg ·
Valkenswaard ·
Vught ·
Waalre ·
Waalwijk ·
Woensdrecht ·
Zundert